# Záhorská Ves
Záhorská Ves este o comună slovacă, aflată în districtul Malacky din regiunea Bratislava. Localitatea se află la altitudinea de 145 m deasupra n.m., se întinde pe o suprafață de 13,03 km2 și în 2017 număra 1.895 de locuitori. Se învecinează cu comuna Weiden an der March⁠(d).

## Istoric
Localitatea Záhorská Ves este atestată documentar din 1557.

## Demografie
| An:                | 1994 | 2004    | 2014    | 2024   |
| ------------------ | ---- | ------- | ------- | ------ |
| Număr de persoane: | 1455 | 1625    | 1825    | 1882   |
| Diferență:         |      | +11,68% | +12,30% | +3,12% |

| An:                | 2023 | 2024   |
| ------------------ | ---- | ------ |
| Număr de persoane: | 1854 | 1882   |
| Diferență:         |      | +1,51% |